# Outing
Outing (als Nederlands werkwoord: outen) is het zonder iemands instemming bekendmaken dat diegene (al dan niet vermeend) homoseksueel, biseksueel of transgender is. In bredere zin wordt het ook gebruikt voor het lekken van andere geheimen over iemands identiteit. Het woord is afgeleid van de Engelse uitdrukking 'coming out of the closet' ('uit de kast komen'); uitkomen voor iemands niet-heteroseksuele geaardheid of niet-cisgender identiteit of voorgeschiedenis.

## Outing als chantagemiddel en/of politiek drukmiddel
Dreigen met outing kan gebruikt worden om mensen onder druk te zetten iets te doen of juist niet te doen. Het komt voor in diverse situaties waarbij het privéleven van de persoon in het geding is zoals in (voorbije) liefdesrelaties, ouderschap enzovoort. Ook om een zakelijke carrière te dwarsbomen wordt de tactiek gebruikt. Daarnaast behoort het tot de afpersingsmiddelen van de misdaad en laten ook de roddelpers en de homobladen zich niet onbetuigd.
In de radicale homobeweging wordt outing soms gebruikt als een drukmiddel tegen politici die openlijk een beleid voorstaan dat homoseksuelen in hun belangen schaadt of discrimineert, en die daarbij vaak homoseksualiteit wegzetten als iets moreel verwerpelijks, terwijl ze zelf in het geheim homoseksueel gedrag vertonen. Door deze politici te outen, maakt men hen als hypocriet te schande, met als doel deze persoon/personen politiek uit te schakelen. Outing met dit motief is ontstaan na de Stonewall-rellen in 1969.
In veel landen in het voormalige Oostblok, in streng-religieuze landen waaronder met name in de islamitische wereld en in landen waar het machismo wijdverbreid is, is en was outing een manier om politieke tegenstanders of buitenlanders te criminaliseren. Verder is outing een middel in anti-westers gezinde landen (Cuba, Zimbabwe) om oppositionele elementen uit te schakelen; homoseksualiteit wordt daar gezien als een westers, kapitalistisch en decadent verschijnsel waarop zware wettelijke sancties staan.

## Outing als emancipatiefase
Outing vindt plaats in samenlevingen waarin homoseksualiteit weliswaar een bekend gegeven is maar nog taboe verklaard is, zoals in de Verenigde Staten. Homoseksualiteit is in die situaties niet geheel verboden en tegelijkertijd sociaal niet algemeen aanvaard. Onder de homoseksuelen zijn activisten opgestaan die met de situatie geen genoegen nemen en verregaande wettelijke gelijkberechtiging, zo niet een eigen wetgeving nastreven, en een gematigder houding waarbij onderhandeld wordt afdoen als lafheid.

## Bekende outingen
In de Verenigde Staten zijn diverse politici van de Republikeinse Partij en televisiedominees geout door de radicale homobeweging. In het Verenigd Koninkrijk zijn politici het doelwit geweest. Peter Tatchell, een radicale homo-activist, heeft met zijn actiegroep OutRage! sinds de jaren '80 enkele tientallen personen geout, waaronder met name conservatieve politici en anglicaanse bisschoppen.
De charismatische, progressieve bisschop Bär werd in 1993 geout vanwege (vermeende?) homoseksualiteit en trad daarop af "vanwege te grote aandacht voor zijn privéleven".

## Outing: toegestaan of niet?
Op zichzelf is het bekendmaken van privé-informatie van een ander niet strafbaar. Wel wordt het gezien als een inbreuk op iemands persoonlijke levenssfeer en als dusdanig moreel afgekeurd. Wordt deze privé-informatie ingezet om iemand onder druk te zetten iets te doen of na te laten of om iemands reputatie te beschadigen, is het wel degelijk strafbaar. Daarbij maakt het niet uit of de beschuldiging (=de geoute informatie) juist of onjuist is. Ook kan men zich beroepen op gronden als belediging, laster en smaad.

## Zichzelf 'outen'
Als iemand zelf bekend maakt niet-heteroseksueel en/of niet-cisgender te zijn wordt dat niet 'outen' genoemd, maar 'uit de kast komen'. Dit doet diegene in principe vrijwillig op een zelfgekozen tijdstip en manier.
Bi+ ·
Homoseksualiteit ·
Lesbianisme ·
Biseksualiteit ·
Panseksualiteit ·
Polyseksualiteit ·
Aseksualiteit ·
Demiseksualiteit ·
Queer ·
Questioning ·
Androfilie ·
Gynofilie
Cisgender
(Vrouw ·
Man) ·
Transgender
(Transvrouw ·
Transman ·
Transseksualiteit) ·
Intersekse ·
Tweeslachtigheid ·
Genderqueer ·
Questioning ·
Androgyn ·
Queer ·
Polygender
(Bigender ·
Trigender) ·
Pangender ·
Agender ·
Demigender
(Demigirl ·
Demiboy ·
Demifluïde ·
Demiflux ·
Demiandrogyn) ·
Neutrois ·
Genderfluïde
(Amorgender) ·
Genderflux ·
Intergender ·
Aporagender ·
Pocketgender ·
Derde geslacht ·
Butch en femme ·
Gendernon-conform ·
Queerheteroseksueel ·
Hijra ·
Two-spirit ·
Fa'afafine ·
Akava'ine ·
Androgynos ·
Bissu ·
Fakaleiti ·
Kathoey ·
Khanith ·
Mahu ·
Mak nyah ·
Muxe ·
Tomboy ·
Travesti ·
Tumtum ·
Winkte
Seksuologie ·
Genderstudies ·
Binaire geslachtsmodel ·
Genderspectrum ·
Lavendeltaalwetenschap ·
Lgbt-literatuur ·
Queerstudies ·
Queer theory
Postgenderisme ·
Feminisme
(Lesbisch feminisme ·
Transfeminisme) ·
Queercore
Oudheid:
Oude Rome ·
Oude Egypte
Vroegmoderne tijd:
Rusland
Moderne tijd:
Nazi-Duitsland ·
Rusland ·
Sovjet-Unie
Heden:
Nederland ·
Rusland ·
Sierra Leone
Roze driehoek ·
Regenboogvlag ·
Hanky code ·
Homomonument
Heteroseksisme
(Homofobie ·
Lesbofobie ·
Bifobie) ·
Genderisme
(Transfobie ·
Transmisogynie
Discriminatie van non-binaire personen ·
Cisseksisme) ·
Heteronormativiteit ·
Pinkwashing ·
Gay panic defense
(Trans panic defense) ·
Oppositie ·
LGBT ·
Homoseksualiteit in het leger
(Don't ask, don't tell) ·
Homoseksualiteit en religie
(Jodendom ·
Christendom ·
Islam ·
Bahai ·
Hindoeïsme ·
Boeddhisme ·
Sikhisme ·
Confucianisme ·
Shintoïsme ·
Taoïsme ·
Satanisme ·
Wicca ·
Unitair Universamisme ·
Scientology ·
Zoroastrisme) ·
Discriminatie tegen mensen met HIV ·
Doodstraf voor homoseksualiteit ·
Haatcriminaliteit ·
(Correctieve verkrachting ·
Antihomoseksueel geweld ·
Antihomoseksueel terrorisme) ·
Lgbt-gerelateerde zelfmoord ·
Conversietherapie (Homogenezing) ·
Schaal van Riddle
Arlington County vs. White ·
Artikel 248bis van het Wetboek van Strafrecht (Nederland) ·
Federal Marriage Amendment ·
Goodridge vs. Department of Public Health ·
Instructie inzake de criteria om roepingen te beoordelen van personen met homoseksuele neigingen met het oog op hun toelating tot het seminarie en de Heilige Wijdingen ·
Jogjakarta-beginselen ·
Jos Brink-prijs ·
Kentucky vs. Wasson ·
Lawrence v. Texas ·
Paragraaf 175 ·
Proposition 8 ·
Sectie 28 ·
Sodomiewetgeving
(Sodomiewetgeving in de Verenigde Staten) ·
Wolfenden Report
Bear ·
Crossdressing ·
(Travestie) ·
Gay Pride Parade ·
Homohoreca ·
Homo-icoon ·
Homo-ontmoetingsplaats ·
Lhbt-boekhandel ·
Outing ·
(Coming-out)
Holebi ·
Genderdysforie ·
Homoseksualiteit bij dieren ·
Safe-space